# Mauro Fabi
Mauro Fabi est un journaliste, romancier et poète italien né à Rome le 23 septembre 1959.

## Biographie
Journaliste, Mauro Fabi dirige Via Po, le supplément littéraire de Conquiste del lavoro. Il collabore en outre à L'Unità et au Monde diplomatique. Auteur de deux romans La meta di Luan (Mursia, 2000) et Il pontile (nottetempo, 2006), il est aussi poète. Il motore di vetro (Palomar, 2004) et Fiori in pericolo (Avagliano, 2007) relèvent du même courant de poésie narrative que les œuvres de Carlo Bordini. Des extraits du premier recueil ont été publiés dans la revue Décharge, sur le site Poezibao et enfin sur le site on ne dormira jamais. Mauro Fabi y évoque avec simplicité et musicalité la difficulté du quotidien. Son travail par séquences, l'extrême lucidité de ses propos, témoignent d'une nécessité cathartique. Deux autres recueils sont parus en France en édition bilingue alors qu'ils sont inédits en Italie. Il s'agit du Le Domaine des morts, Evian, Alidades, 2010, avec une postface de Carlo Bordini, et de Tous ces gens qui meurent, Paris, On ne dormira jamais, 2011.

## Œuvres en français
- Le Domaine des morts, Alidades, Evian, 2010. Séquence poétique en édition bilingue traduite par Olivier Favier. Postface de Carlo Bordini[1].
- Olivier Favier, "La Poésie narrative italienne" suivi d'un choix de poèmes de Carlo Bordini, Mauro Fabi et Andrea di Consoli, Décharges no 139.
- Plusieurs poèmes ont été publiés sur Poezibao[2].
- Tous ces gens qui meurent / Tutta questa gente che muore, On ne dormira jamais, Paris, mars 2011. Édition bilingue. Traduction Olivier Favier.